# Hypsoides flavens
Hypsoides flavens är en fjärilsart som beskrevs av Paul Mabille. Hypsoides flavens ingår i släktet Hypsoides och familjen tandspinnare. Inga underarter finns listade i Catalogue of Life.